# Малишевский, Пётр
Пётр Малишевский (пол. Piotr Maliszewski; 19 мая 1960, Лидзбарк) — польский рабочий Гданьской судоверфи, активист оппозиции времён ПНР. Один из организаторов забастовки, положившей начало движению Солидарность. Почётный председатель радикального профобъединения Солидарность 80.

## Вожак легендарной стачки
14 августа 1980 года 20-летний Пётр Малишевский, активист нелегальных Свободных профсоюзов Побережья инициировал на судоверфи им. Ленина в Гданьске забастовку протеста против увольнения оппозиционных активистов — крановщицы Анны Валентынович и электрика Леха Валенсы. Он стал одним из вожаков начавшегося забастовочного движения. Через день, после прихода на предприятие Валенсы, возглавившего забастовочный комитет, Малишевский отошёл на второй план и не претендовал на лидерство.

В Польше до сих пор помнят ложных героев или персонажей третьего плана, которые появились после того, как забастовку начал Малишевский.

Анна Валентынович

Пётр Малишевский — один из основателей «Солидарности» — являлся рядовым активистом профсоюза. Был интернирован в период военного положения. Участвовал в деятельности подпольных структур «Солидарности», включая физические столкновения, подвергался милицейским избиениям.

## Противник «сговора»
В 1989 году Малишевский выехал в Австрию, где работал водопроводчиком. На следующий год вернулся в Польшу. Он не принял договорённостей Круглого стола, посчитав их «сговором с коммунистами». Малишевский сблизился с радикальным крылом антикоммунистического рабочего движения, являлся почётным председателем профсоюза «Солидарность 80», созданного Марианом Юрчиком.
Отношения Малишевского с посткоммунистическими властями складывались сложно. Администрация президента Валенсы не признавала заслуг Малишевского в событиях 1980 года. Ему было отказано в соответствующей пенсии. Около года Малишевский провёл в заключении по сомнительному бытовому обвинению.

## Скромный борец
Пётр Малишевский малоизвестен в мире. Однако его роль в легендарной августовской забастовке является историческим фактом. Анна Валентынович и основатель радикального движения Борющаяся Солидарность Корнель Моравецкий называли Малишевского «человеком, которому поляки обязаны свободой». Фигура Петра Малишевского — принципиального и скромного борца — подчас противопоставляется Леху Валенсе с его амбициозностью и склонностью к политическому маневрированию.